# Devizes
Devizes è un paese di 11 296 abitanti della contea del Wiltshire, in Inghilterra.

## Amministrazione

### Gemellaggi
- Mayenne, Francia
- Waiblingen, Germania
- Tornio, Finlandia
- Oamaru, Nuova Zelanda